# A-002
التجربة أي-002 هي التجربة الثالثة لنظام انقاذ مركبة القيادة Command module في حالة الخطر، طبقا لبرنامج أبولو.

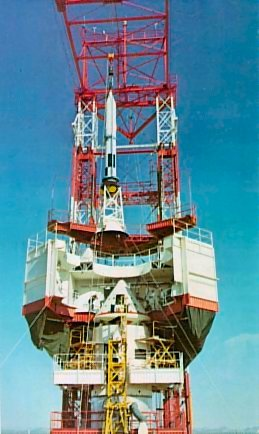
الاستعداد لتركيب نظام الإنقاذ (الصاروخ العلوي) على قمة مركبة القيادة (كبسولة الفضاء).

## الغرض
الغرض من التجربة الثالثة هو التأكد من نجاح عملية انقاذ مركبة القيادة [كبسولة القيادة) التي يركبها رواد الفضاء، وذلك في حالة حدوث خلل لصاروخ الإطلاق في الأجواء العليا يتسبب في عدم توازن حركة الصاروخ وخروجه عن نطاق السيطرة.
كان الصاروخ الحامل هنا هوالصاروخ الثالث من نوع  ليتل جو 2  Little Joe II. وأهم التغيرات عن سابقتها: تحسين نظام الإنقاذ بإضافة عدة جنيحات توجيه Canard للتحكم في مسار صاروخ الإنقاذ ومسار الهبوط، كما زودت مركبة القيادة بعازل للحرارة. وعُدل نظام الهبوط أيضا عن طريق إضافة مظلتين ابتدائيتين بدلا من واحدة لكل مظلة إنقاذ من المظلات الثلاث الرئيسية.

## الإقلاع
اطلقت التجربة A-002 في ديسمبر 1964 في تمام الساعة 8:00 بالتوقيت المحلي (15:00 بالتوقيت العالمي المنسق وذلك باشعال جميع المحركات الصاروخية. وكان اختيار لحظة اشعال صاروخ الإنقاذ مختارة بالحاسوب على أساس حساب العلاقة بين أعلى مقاومة ديناميكية بين الهواء وهيكل الصاروخ وسرعة الصاروخ. ولكن حدث أن أحد الثوابت في المعادلة المتعلق بالمعطيات الجوية لم يكن دقيقا، مما أدى إلى انطلاق صاروخ الإنقاذ 4و2 ثانية قبل الوقت المطلوب. ورغم ذلك فقد أدى هذا الانطلاق المبكر إلى أن الاختبار قد تم بنجاح وفي ظروف مقاومة ديناميكية أعلى من المطلوب.
وبعد انطلاق صاروخ الإنقاذ ترنح النظام أربعة مرات قبل أن تتخذ قاعدة المركبة ذات العازل الحراري وضعها إلى اسفل. وبلغ أقصى ارتفاع وصل إليه نظام الإنقاذ نحو 4و15 كيلومتر فوق سطح البحر.
وعلى ارتفاع 2و7 كيلومتر عملت مقاييس الارتفاع على إطلاق وفتح مظلات الهبوط، وهبطت مركبة القيادة (الكبسولة) تحملها ثلاثة مظلات بالسرعة المطلوبة المقدرة ب 7 متر/ثانية، وهبطت على بعد 10 كيلومترات من مكان الإقلاع.

## اقرأ أيضا
- أبولو 8
- أبولو 10
- أبولو 11
- نيل أرمسترونج
- قائمة بعثات أبولو

## وصلات خارجية
- The Apollo Spacecraft: A Chronology
- Apollo Program Summary Report
- Little Joe II Qualification Test Flight Report - September 1963 (PDF)
- Little Joe II Progress Report - December 1964 (PDF)
- Little Joe II Mission A-003 - April 1965 (PDF)